# Corynopuntia invicta
Corynopuntia invicta är en kaktusväxtart som först beskrevs av Townshend Stith Brandegee, och fick sitt nu gällande namn av F.M. Knuth. Corynopuntia invicta ingår i släktet Corynopuntia, och familjen kaktusväxter. Inga underarter finns listade i Catalogue of Life.

## Bildgalleri

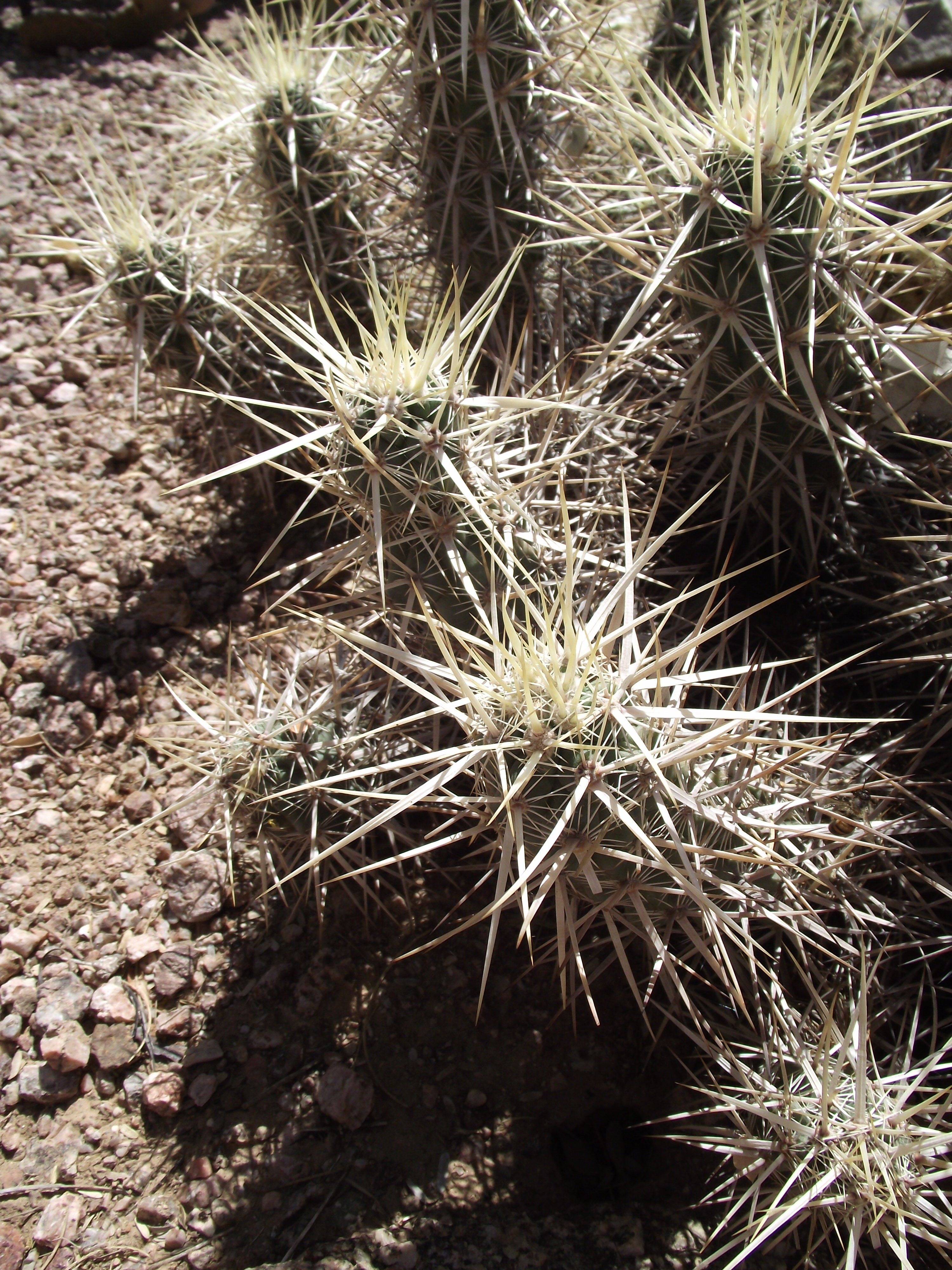
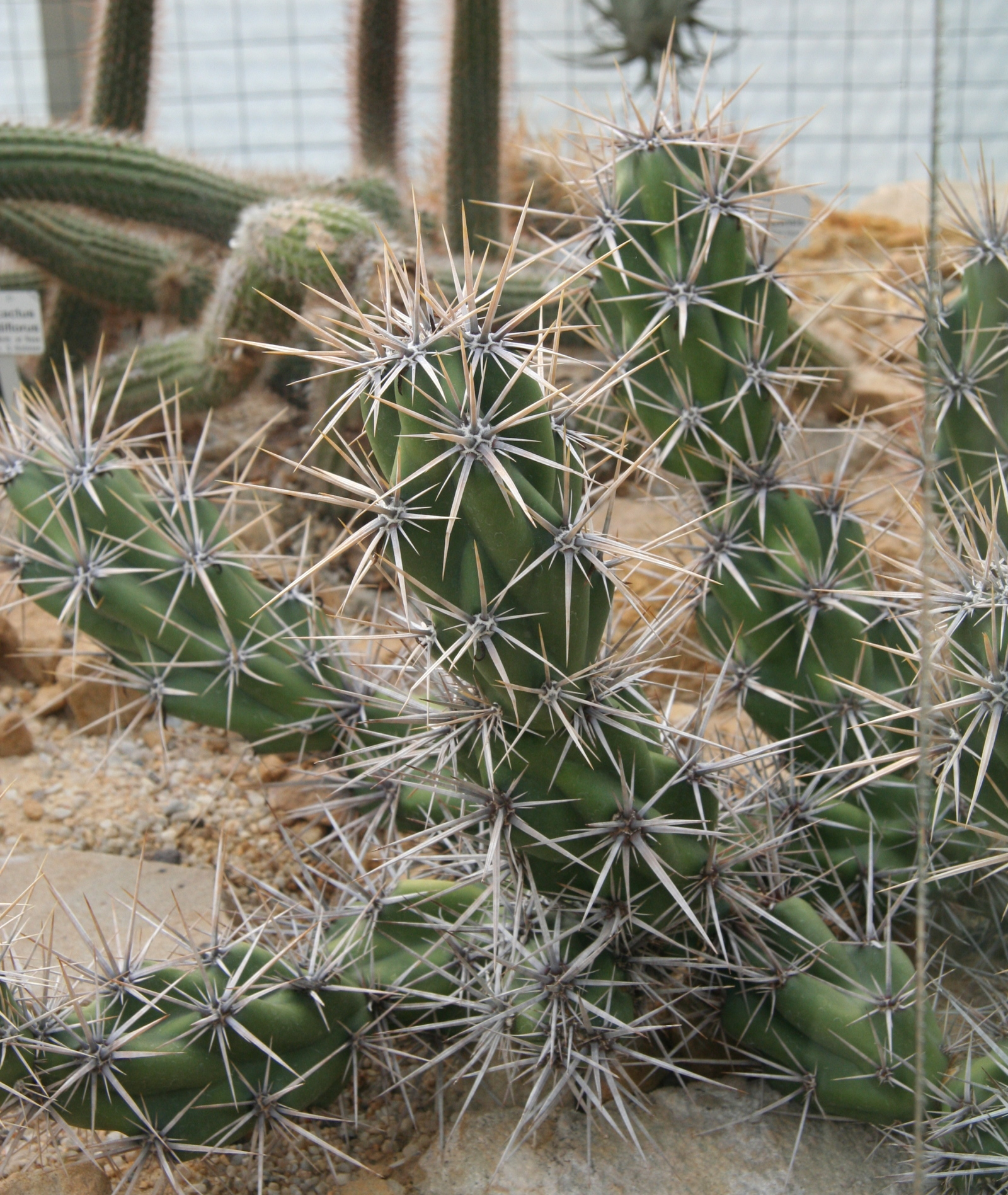
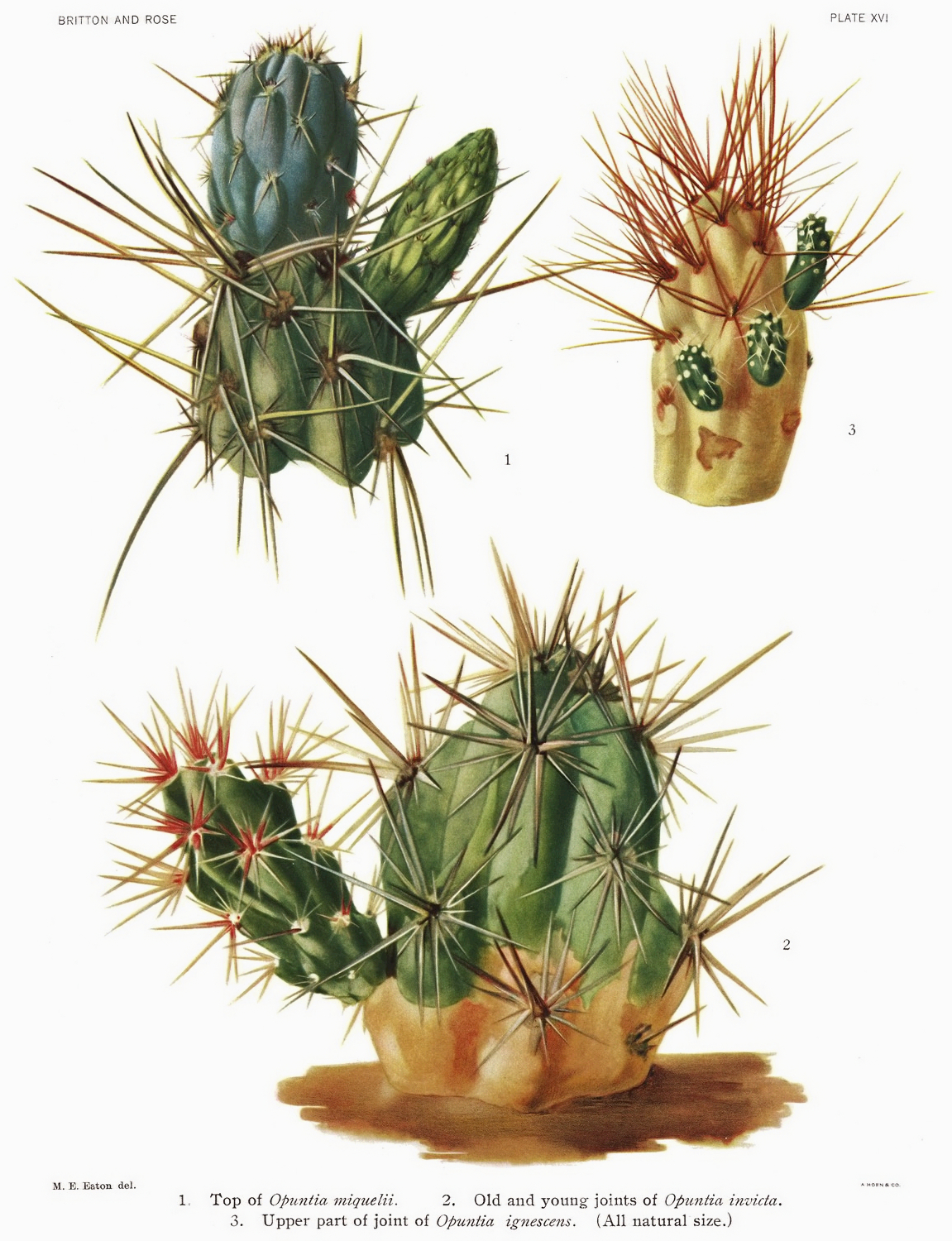